# Tekle Giyorgis I.

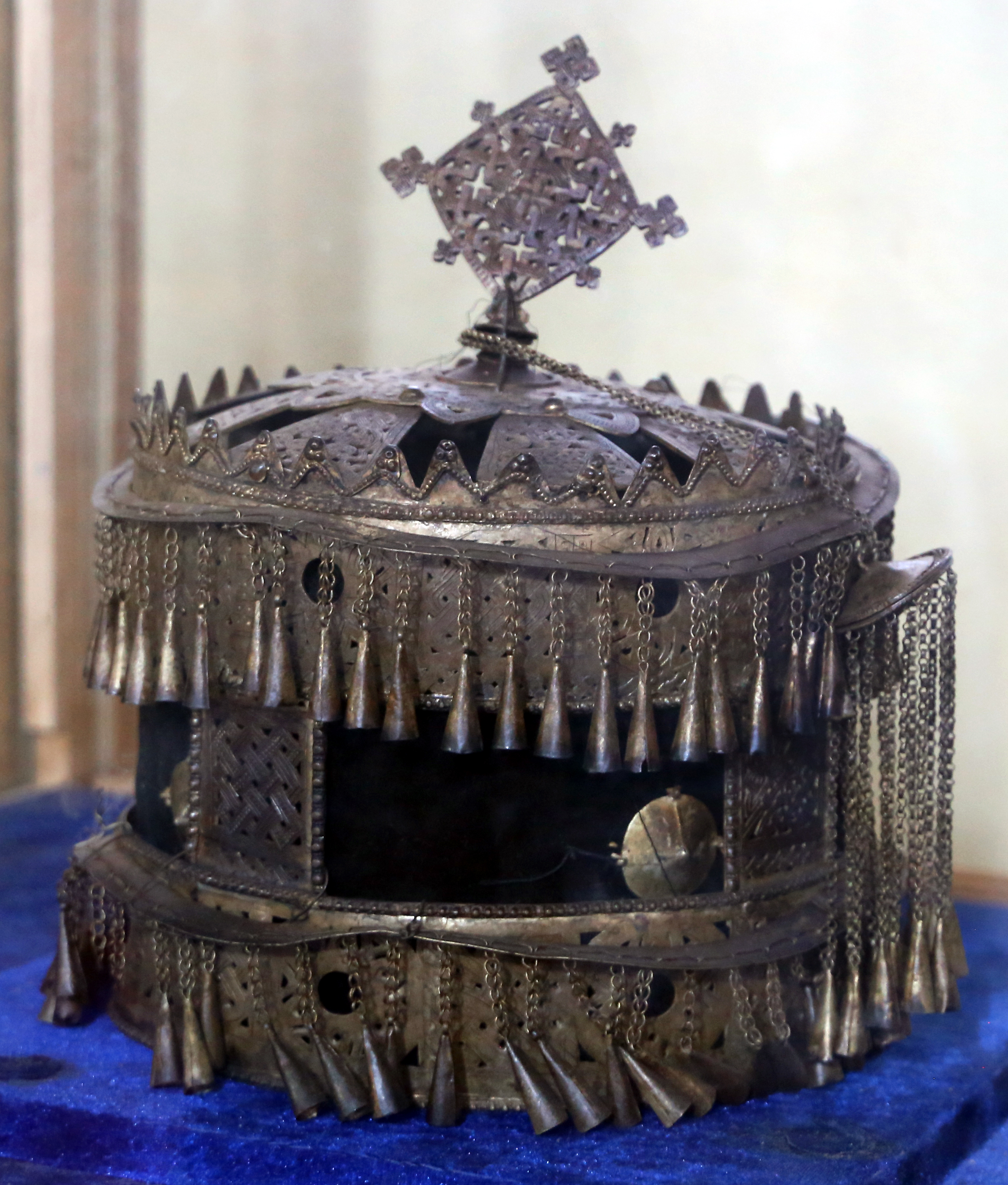
Crown donated by Tekle Giyorgis I. to the Ura Kidane Mehret monastery

Tekle Giyorgis I. (äthiop. ተክለ ጊዮርጊስ, „Gewächs des Heiligen Georg“) († 1825) war mit Unterbrechungen vom 20. Juli 1779 bis Juni 1800 Negus Negest (Kaiser) von Äthiopien sowie ein Mitglied der Salomoniden-Dynastie. Er war der Sohn von Yohannes II. und der Bruder von Tekle Haymanot II.

## Leben
Nachdem Ras Wolde Selassie und Ras Kefla Adyam ihn 1779 aus dem königlichen Gefängnis auf Wehni geholt hatten und als Kaiser einsetzten, sollte Tekle Giyorgis noch fünfmal die Krone verlieren und wiedererlangen. Bis zu seiner Absetzung am 8. Februar 1784 durch Ras Abeto von Gojam war er wenig beliebt und war gezwungen, zeitweise Zuflucht vor Ras Wolde Selassie zu suchen. Letztendlich konnte er seine Machtbefugnis in keinem Teil seines Reichs zur Geltung bringen. Budge vermerkt, dass er sich aus Gojam zurückzog und nach Afarwanat wandte, wo er in einer Schlacht unterlag und anschließend nach Amba Sel flüchtete.
Ehe Ras Ali am 24. April 1788 Tekle Giyorgis wieder als Kaiser einsetzte, hatten zwei Rivalen um den Thron die Bühne betreten: Atse Iyasus und Baeda Maryam die beide durch Gegner Ras Alis unterstützt wurden. Bis zu seiner Absetzung am 26. Juli 1789 war Tekle Giyorgis einer von fünf Kaisern, die in Äthiopien zwischen 1788 und 1789 herrschten. Die restlichen beiden waren Iyasu III. und Tekle Haymanot.
Im Januar 1794 besiegte Tekle Giyorgis den Kriegsherr Ras Haile und wurde erneut Kaiser. Er ging in die Provinz Dembiya im nordwestlichen Teil von Begemder auf der Suche nach Unterstützung durch Dejazmach Gadelu. Der Dejazmach wollte ihn nicht sehen. Der Bruder Ras Alis, Ras Aligaz, dessen große Armee in Tchat Weha lagerte, empfing ihn jedoch und mit seiner Unterstützung konnte Tekle Giyorgis den Thron bis zum 15. April 1795 besetzen.
Tekle Giyorgis wurde am 20. Mai 1796 zum vierten Mal als Kaiser auf den Thron gebracht. Er behielt diese Position bis zum 15. Juli 1797. Seine fünfte Amtszeit als Kaiser war vom 4. Januar 1798 bis zum 20. Mai 1799 und seine letzte vom 24. März 1800 bis Juni desselben Jahres.
Richard Pankhurst hält fest, dass Tekle Giyorgis die Kirche Debre Metmaq Maryam in Gonder errichtete – das letzte Zeugnis kaiserlicher Gönnerschaft in jenem Jahrhundert.